# Tergestia pectinata
Tergestia pectinata är en plattmaskart. Tergestia pectinata ingår i släktet Tergestia och familjen Fellodistomatidae. Inga underarter finns listade i Catalogue of Life.